# Георги Танев (зоотехник)
Вижте пояснителната страница за други личности с името Георги Танев.
Георги Иванов Танев е български политик.
През 1958 г. завършва специалност зоотехника във Висшия селскостопански институт в София. Същата година започва да ръководи животинска ферма. Между 1959 и 1962 е технолог в млекопреработвателно предприятие. От 1962 става научен сътрудник в Института по животновъдство в Костинброд. В периода 1965-1969 специализира в Полша и Чехия. През 1972 г. става кандидат на селскостопанските науки. От 1988 г. е доктор на биологическите науки.
В периода 1983-1989 е старши научен сътрудник в Института по генно инженерство. Специализира също така и в Япония (1986-1987), а от 1989 до 1991 е ст.н.с. I ст. в Института по животновъдство. През 1991-1992 г. е заместник-министър на земеделието.
Георги Танев е министър на земеделието в периода 1992-1994 г.
Георги Танев е обвинен, че като земеделски министър е проявил безстопанственост към 7 милиона щатски долара, получени от продажбата на над 150 хиляди тона американска царевица на фуражни заводи през 1993 година. Oправдан е 2004 г.